# Голанские высоты
Гола́нские высо́ты (араб. هضبة الجولان‎ Haḍbatu 'l-Jawlān, ивр. רָמַת הַגוֹלָן‎ Ramat HaGolan) — спорная территория на Ближнем Востоке. Бо́льшая её часть в настоящее время оккупирована Израилем, а восточную часть контролировала Сирия. Израиль аннексировал контролируемые им территории де-факто в 1981 году, аннексия не была признана международным сообществом.
Во времена Османской империи Голанские высоты входили в состав вилайета Сирия, а затем вошли в Французский мандат в Сирии и Ливане. С 1944 по 1967 год Голанские высоты входили в состав сирийской провинции Кунейтра. Западная часть (две трети территории) была оккупирована Израилем в ходе Шестидневной войны в июне 1967 года. В 1981 году Кнессет Израиля принял «Закон о Голанских высотах», которым в одностороннем порядке аннексировал эту территорию. Совет Безопасности ООН признал это решение «недействительным и [не имеющим] юридической силы» (резолюция 497 от 17 декабря 1981 года). Фактической линией разграничения между Сирией и Израилем, которые де-юре пребывают в состоянии войны, остаётся нейтральная демилитаризованная полоса под контролем сил ООН, в основном соответствующая Пурпурной линии — демаркационной линии между силами Израиля и Сирии по окончании Шестидневной войны. 25 марта 2019 года Дональд Трамп провозгласил признание США суверенитета Израиля над Голанскими высотами. США является единственной страной в мире, признавшей аннексию Израиля.
В декабре 2024 года, на фоне краха режима Башара Асада в Сирии, Израиль расширил оккупацию  Голанских высот, захватив территории,  которые  пребывали  под контролем сирийцев.

## География
Голанские высоты представляют собой горное плато вулканического происхождения. Географически они ограничены горным массивом Хермон на севере (также входящим в описываемый регион); рекой Иордан и Тивериадским озером (также озеро Кине́рет, Галиле́йское море) на западе; вади эль-Руккад на востоке; и рекой Ярмук на юге.
Общая площадь Голанских высот составляет около 1800 км². Согласно демаркационной линии между Израилем и Сирией (1967), Израиль контролировал приблизительно две трети от этой площади, или 1170 км² (собственно плато Голанских высот — около 1070 км², склоны Хермона — ещё около 100 км²), а Сирия — оставшуюся треть региона.
Высота южной части Голан составляет 185−600 м, а северной — 600−1000 м над уровнем моря (отдельные вершины достигают 1100−1226 м). Плато плавно поднимается с юга на север. В рамках разграничения 1967 года, наивысшая точка массива Хермон в израильской части Голан достигала высоты 2224 м, а в сирийской части — 2814 м.
Климат Голанских высот отличается умеренностью и сравнительным обилием осадков. Климат возвышенной части Голан — самый прохладный на территориях, контролируемых Израилем. В зимние месяцы там выпадает снег, что позволило Израилю построить на Хермоне горнолыжный курорт. На юго-западной оконечности плато Голан находятся термальные источники Хамат-Гадер, известные с римских времён, вокруг которых Израилем построен одноимённый оздоровительный парк.
Гидрографическая сеть Голан развита хорошо. Реки и ручьи, формируемые выпадающими здесь осадками (основной тип питания — дождевой), сравнительно многочисленны и стекают в Иордан и Тивериадское озеро, из которого Израиль берёт значительную часть своей питьевой воды. По разным оценкам, до трети потребляемой в Израиле воды поступает с Голанских высот.

## Археология
Согласно археологическим данным, в медном веке (около IV — III тыс. до н. э.) на Голанах существовали укреплённые поселения, защищавшиеся стенами и природными барьерами (обрывы, крутые склоны). На таких объектах в центральной и южной частях Голан найдены остатки прямоугольных домов, датируемых началом III тысячелетия до н. э., что свидетельствует о существовании устойчивых поселений с развитой организацией общественной жизни. Колесо духов, археологический памятник, расположенный на Голанах, было построено, предположительно, в начале III тысячелетия до н. э.
В конце III тысячелетия до н.э. на северных и центральных Голанах происходят демографические изменения. Вместо постоянных поселений появляются кочевые или полукочевые скотоводческие общины, что подтверждается многочисленными находками дольменов (мегалитических гробниц). Их конструкция и погребальные обряды указывают на северное происхождение и культурные связи с областями Северного Израиля и Сирии.
После снижения численности населения в начале II тысячелетия до н. э. в течение примерно полутора веков, на Голанах опять стали появляться новые поселения. В южной части региона их было в два раза больше, чем в центральной и северной, что связывают с богатством южных районов осадочными породами, пригодными для создания водонепроницаемых цистерн. Большинство поселений этого периода также были укреплёнными, а в стратегически важных местах возводились небольшие форты. Некоторые пещеры использовались для захоронений; там находили погребальные дары, характерные для эпохи среднего бронзового века.
В поздний бронзовый век (вторая половина II тысячелетия до н.э.) количество поселений на Голанах сократилось почти вдвое. Тем не менее, многие поселения, основанные в эпоху среднего бронзового века, продолжали существовать.

В ходе археологических раскопок, начатых в конце XIX века и получивших систематический характер после Шестидневной войны (1967), были обнаружены архитектурные памятники, свидетельствующие о существовании на Голанских высотах многочисленного еврейского населения, по крайней мере, со времён Ирода I и вплоть до арабского завоевания в VII веке. Руины синагог, колонны с изображениями еврейских символов и с надписями на иврите, арамейском и греческом языках были найдены в районах деревень Хамат-Гадер, Хирбет-Канаф, Кафр-Хариб, города Кацрин и во многих других местах. Древние находки, проливающие свет на историю Голан, были представлены в Национальном музее Дамаска, музее «Древности Голан» в Кацрине и музее Израиля в Иерусалиме.

## История

### Древность
В библейские времена район Голанских высот относился к области Васану; южная часть Голан именовалась Гессур. В Торе рассказывается, что израильтяне завоевали Васан под предводительством Моисея в битве при Едреи с царём Огом, последним из рефаимов (Чис. 21:33-35, Втор. 3:1-11); затем земля Васан была отдана Моисеем в надел Колена Манассии (Втор. 3:12).
Местности в районе Голан были предметом спора между северным Израильским царством и Арамейским Дамаском. В V—VI веках до н. э. здесь поселилась часть вернувшихся из вавилонского плена евреев.
Само название «Голаны» восходит, по-видимому, к названию расположенного в наделе колена Манассии в Васане города Голан; этот город был одним из трёх городов-убежищ к востоку от Иордана (Втор. 4:41-43). По названию города греки, а затем и римляне называли эту местность греч. Γαυλανῖτις, Gaulanítis (в русской традиции — Гавланитида, Голанитида), что и послужило основой современному названию.

### Античный период
После Битвы при Иссе (333 до н. э.) Александр Великий покорил всё восточное побережье Средиземного моря; после его смерти территория Голан отошла к Государству Селевкидов. При Александре Яннае (103—76 до н. э.) эти земли были отвоёваны у Селевкидов еврейским Хасмонейским царством.
В I веке до н. э. Голанитида, вместе с другими землями этого района (Трахонитида, Батанея и Авранитида), была передана императором Августом под административный контроль Ирода Великого. После смерти Ирода Великого в 4 г. до н. э. его земли были разделены Августом между сыновьями Ирода, Голанитида и соседние земли отошли в тетрархию Филиппа I, сделавшего своей столицей Кесарию Филиппову (ныне Баниас). После смерти Филиппа в 34 г. н. э. римляне присоединили Голанитиду к провинции Сирия, но император Калигула вернул эту территорию внуку Ирода Агриппе в 37 году. После смерти Агриппы в 44 году римляне снова присоединили Голанитиду к Сирии, чтобы сразу же вернуть её снова, когда император Клавдий продал эту провинцию Агриппе II, сыну Агриппы I, в 51 году в рамках обмена землёй.
Гамла, столица еврейской Гавланитиды, сыграла важную роль в иудейско-римских войнах и стала домом для самой ранней известной городской синагоги из царства Ирода. Хотя номинально еврейские общины Голан находились под контролем Агриппы и не являлись частью провинции Иудея, они присоединились к своим единоверцам в Первой Иудейской войне, но пали перед римскими армиями на её ранних стадиях. Гамла была захвачена римлянами с тяжелыми боями в 67 году; по словам Иосифа Флавия, его жители совершили массовое самоубийство, предпочтя его распятию и рабству. Агриппа II предоставил солдат для участия в войне римлян и попытался договориться о прекращении восстания. В обмен на его лояльность Рим позволил ему сохранить своё королевство, но окончательно поглотил Голаны после его смерти в 100 году.
В римский и византийский периоды область управлялась как часть Финикии Примы и Сирии Палестины и наконец Голаны/Гауланитис были включены вместе с Переей в Палестину Секунда. Древнее царство Башан было включено в состав провинции «Батанея».
Примерно в 250 году гассаниды, арабы-христиане из Йемена, основали королевство, которое охватывало южную Сирию и Трансиорданию, построив свою столицу в Джабии.
Согласно текущим исследованиям, политическое и экономическое восстановление Земли Израиля во время правления Диоклетиана и Константина, ближе к концу III и началу IV веков нашей эры, привело к возвращению еврейской деревенской жизни на Голаны. Керамика и монеты, найденные при раскопках на различных участках синагог, свидетельствуют о переселении еврейских поселений в центральные Голаны.

### Византийский период
Как и иродиане до них, гассаниды правили как клиенты Рима — на этот раз христианизированной Восточной Римской империи или Византии.
В этот период на Голанах были основаны несколько монастырей. В тот же период на Голанских высотах было построено несколько синагог. В настоящее время известно 25 мест, где были обнаружены древние синагоги или их остатки. Все они расположены в центре Голан. Они были построены из базальтовых камней, которых много на Голанских высотах, и испытали влияние синагог Галилеи, но имели свои отличительные черты. Экстравагантные синагоги, возможно, были результатом многолетнего производства и продажи оливкового масла.
Гассаниды смогли удержать Голаны до вторжения Сасанидов в 614 году, последовал краткий периода восстановления при императоре Ираклии.
Однако вскоре, в 636 году, войска византийцев были разбиты арабами под предводительством Умара ибн аль-Хаттаба в битве при Ярмуке, состоявшейся в южной части Голан, после чего весь регион перешёл под власть Арабского халифата, с этого времени прекратилось организованное еврейское поселение на Голанах.
Данные обследований и раскопок в совокупности показывают, что большая часть поселений на Голанах была заброшена в период с конца шестого до начала седьмого века в результате военных вторжений, нарушений закона и порядка и ослабления экономики, вызванного ослаблением византийской власти. Некоторые поселения просуществовали до конца эпохи Омейядов.

### Ранний мусульманский период
После битвы при Ярмуке Муавия I, член племени Мухаммеда, курайшитов, был назначен губернатором Сирии, включая Голаны. После убийства мятежниками халифа Али сподвижник Муавия ибн Абу Суфьян стал следующим халифом, положив начало династии Омейядов. В течение следующих нескольких столетий, оставаясь в руках мусульман, Голаны претерпели множество династических изменений, перейдя сначала к Аббасидам, затем к шиитам Фатимидов, затем к туркам-сельджукам.
Землетрясение разрушило еврейскую деревню Кацрин в 746 году нашей эры. После этого был короткий период значительного уменьшения оккупации в период правления Аббасидов (примерно 750—878 гг.). Еврейские общины сохранялись по крайней мере в средние века в городах Фик на юге Голан и Нава в Батанее.
Вместе с оседлым населением в регионе на протяжении многих веков проживали кочевые племена. Время от времени центральное правительство пыталось заселить кочевников, что привело к созданию постоянных общин. Когда власть правящего режима пришла в упадок, как это произошло в раннемусульманский период, усилились кочевые тенденции, и многие сельские сельскохозяйственные деревни были заброшены из-за притеснений со стороны бедуинов. Их не переселяли до второй половины XIX века.

### Период крестоносцев / Айюбидов
Во время крестовых походов Высоты представляли собой препятствие для армий крестоносцев, которые, тем не менее, удерживали стратегически важный город Баниас дважды, в 1128—1132 и 1140—1164. После побед султана Нур ад-Дина Занги регионом правила курдская династия Айюбидов под руководством султана Салахадина. Монголы пронеслись в 1259 году, но были отброшены военачальником мамлюков и будущим султаном Кутузом в битве при Айн-Джалуте в 1260 году.

### Османский период
В XVI веке турки-османы завоевали Сирию. Голаны были включены в состав южного округа их империи.
В 1868 году этот регион был описан как «почти полностью заброшенный». Согласно путеводителю того времени, только 11 из 127 древних городов и деревень на Голанах были заселены. В результате русско-турецкой войны 1877—1878 годов из Российской империи усилилась депортация черкесов и в Османскую империю произошёл огромный приток беженцев с Кавказа. Османы призвали их поселиться на юге Сирии, особенно на Голанских высотах, предоставив им землю с 12-летним освобождением от налогов. Земли, выделенные поселенцам на границе с кочевниками-бедуинами, были в большинстве случаев пустынными и малопригодными для земледелия. Власть судя по всему не оказала реальной помощи для устройства беженцев. Английский путешественник Лоренс Олифант писал, что в 1880 году на Голанских высотах появилось примерно семь черкесских деревень с населением около 3000 человек. Позднее турками было размещено ещё несколько сёл вблизи Эль-Кунейтры и других городов и основных дорог. Их население в случае необходимости должно было действовать совместно с регулярными частями турецкой армии.
В 1885 году Готлиб Шумахер, инженер-строитель и архитектор, провёл обследование всех Голанских высот от имени Немецкого общества исследования Святой Земли, опубликовав свои выводы на карте и в книге под названием «The Jaulân» .

#### Ранние еврейские поселения
В 1884 году между деревнями на нижних Голанах всё ещё оставались открытые участки необработанной земли, но к середине 1890-х годов большинство из них находилось в собственности и возделывалось. Некоторые земли на Голанах и Авране были куплены еврейскими сионистскими ассоциациями, базирующимися в Румынии, Болгарии, США и Англии, в конце 19-го и начале 20-го веков. В 1880 году Лоуренс Олифант опубликовал книгу «Эрец ха-Гилад» («Земля Галаад»), в которой описывался план крупномасштабного еврейского поселения на Голанах.
Зимой 1885 года члены Старого ишува в Цфате сформировали Общество Бейт-Иегуда и приобрели 15 000 дунамов земли в деревне Рамтхание в центральных Голанах.
Вскоре после этого общество перегруппировалось и приобрело 2000 дунамов земли у деревни Бир-э-Шагум на западных склонах Голанских высот. Деревня, которую они основали, Бней-Йехуда, просуществовала до 1920 года. Последние семьи оставались в деревне вплоть до беспорядков 1920 года. В 1944 году Еврейский национальный фонд выкупил земли Бней-Иегуда у их еврейских владельцев, но более поздняя попытка установить еврейское право собственности на недвижимость в Бир-э-Шагум через суд не увенчалась успехом.
Между 1891 и 1894 годами барон Эдмон Джеймс де Ротшильд приобрёл около 150 000 дунамов земли на Голанах и Авране для еврейского поселения. Юридические и политические разрешения были получены, и право собственности на землю было зарегистрировано в конце 1894 года. Евреи также построили дорогу от озера Хула до Музайриба.
Общество «Агудат Ахим», штаб-квартира которого находилась в Екатеринославе, Российская империя, приобрело 100 000 дунамов земли в нескольких местах в районах Фик и Дараа. В Джиллине был создан питомник растений и начались работы по строительству хозяйственных построек.
Деревня под названием Тиферет Биньямин была основана на землях, купленных у Сахам аль-Джавлан ассоциацией Шавей Цион, базирующейся в Нью-Йорке, но проект был заброшен через год, когда турки издали указ в 1896 году о выселении 17 семей нетурецких жителей. Более поздняя попытка заселить это место сирийскими евреями, которые были гражданами Османской империи, также не удалась.
Между 1904 и 1908 годами группа крымских евреев поселилась недалеко от арабской деревни Аль-Бутайха в долине Вифсаида, первоначально в качестве арендаторов курдского владельца с перспективой покупки земли, но договоренность была сорвана.
Еврейское поселение в регионе со временем сократилось из-за враждебности арабов, турецкой бюрократии, болезней и экономических трудностей. В 1921—1930 годах, во время французского мандата, Палестинская еврейская колонизационная ассоциация (PICA) получила документы на поместье Ротшильдов и продолжала управлять им, собирая ренту с проживающих там арабских крестьян.

### Первая мировая война
В октябре 1914 года Османская империя вступила в Первую мировую войну против стран Антанты. В январе 1915 года британская империя при поддержке Франции начала Синайско-Палестинскую кампанию.
В ноябре 1917 года была обнародована декларация министра иностранных дел Великобритании (а ранее премьер-министра) лорда Артура Бальфура, в котором правительство Великобритании заявило, что «благосклонно относится к созданию в Палестине отечества для еврейского народа и использует все свои возможности, чтобы ускорить достижение этой цели…». Основным мотивом поддержки идеи создания еврейского национального государства в Палестине было заручиться симпатией мирового еврейства на исходе Первой мировой войны (особенно это касалось американских евреев).
Боевые действия на Палестинском фронте завершились лишь в октябре 1918 года подписанием Мудросского перемирия. Вскоре после поражения в Первой мировой войне Османская империя распалась.

### Мандаты
В апреле 1920 года, после Первой мировой войны, в городе Сан-Ремо (Италия) состоялось заседание Верховного совета держав Антанты и присоединившихся к ним государств, где произошло распределение мандатов класса «А» Лиги Наций по управлению территориями бывшей Османской империи на Ближнем Востоке. В соответствии с Декларацией Бальфура 1917 года, Лига Наций включила Голанские высоты в состав Британского мандата на Палестину. Подмандатная территория, где, как указывалось в тексте шестого параграфа мандата, «поощрялось заселение евреями земель», была выкроена по географическим границам Эрец-Исраэль.
Тогда же, в 1920 году, было основано «Сирийское арабское королевство» с центром в Дамаске. Королём был объявлен Фейсал из династии Хашимитов, позже ставший королём Ирака. Но независимость Сирии длилась недолго. Уже через несколько месяцев французская армия оккупировала Сирию, разгромив 23 июля сирийские войска в битве у перевала Мейсалун.
В 1922 году Лига Наций приняла решение разделить бывший сирийский доминион Турции между Великобританией и Францией. Великобритания получила Палестину, включающую современную Иорданию, а Франция — современную территорию Сирии и Ливана (так называемый «мандат Лиги Наций»). Лига Наций, на основании решений конференции в Сан-Ремо, вручила Великобритании мандат на Палестину, объясняя это необходимостью «установления в стране политических, административных и экономических условий для безопасного образования еврейского национального дома». Точные границы подмандатных территорий Британии и Франции не были установлены на конференции.
В ходе территориального разграничения в 1920 году большая часть Голанских высот вошла во французскую сферу интересов, и в 1923 году по подписанному Британией и Францией соглашению Поле — Ньюкомба территория Голанских высот отошла Французскому мандату на Сирию и Ливан. В начале 1924 года, в соответствии с соглашениями, Франция передала под британское мандатное управление пограничный участок территории, на котором расположены истоки Лиддани (Дана) и руины Тель-Дан.
С этого времени попытки евреев основать здесь поселения встречали неизменное противодействие французских властей подмандатной Сирии. Французский мандат существовал до 1943 года.
В 1936 году между Сирией и Францией был подписан договор, предусматривающий независимость Сирии, но в 1939 году Франция отказалась его ратифицировать.
В 1940 году Франция сама была оккупирована немецкими войсками, и Сирия перешла под контроль режима Виши (губернатор — генерал Анри Фернан Денц). Нацистская Германия, спровоцировав мятеж премьер-министра Гайлани в британском Ираке, направила в Сирию подразделения своих ВВС. В июне—июле 1941 года при поддержке британских войск подразделения «Свободной Франции» (позднее переименованной в «Сражающуюся Францию») во главе с генералами Шарлем де Голлем и Катру в ходе кровопролитного конфликта с войсками Денца вошли в Сирию. Генерал де Голль в своих воспоминаниях прямо указывал, что события в Ираке, Сирии и Ливане были напрямую связаны с германскими планами по вторжению в СССР (а также Грецию, в том числе на остров Крит, и в Югославию), так как имели задачу отвлечь вооружённые силы союзников на второстепенные театры военных действий.
27 сентября 1941 года Франция предоставила независимость Сирии, оставив свои войска на её территории до окончания Второй мировой войны.

### Независимая Сирия
В январе 1944 года Сирия провозгласила независимость, а территория Голан была включена в государственные границы Сирии. Независимость Сирии была признана 17 апреля 1946 года.
14 мая 1948 года, за один день до окончания британского мандата на Палестину, Давид Бен-Гурион провозгласил создание независимого еврейского государства на территории, выделенной согласно плану ООН. Уже на следующий день Лига арабских государств объявила Израилю войну, и сразу семь арабских государств (Сирия, Египет, Ливан, Ирак, Саудовская Аравия, Йемен и Трансиордания) напали на новую страну, начав тем самым первую арабо-израильскую войну, называемую в Израиле «Войной за независимость».
20 июля 1949 года по результатам войны между Израилем и Сирией было заключено Соглашение о перемирии.
По окончании войны сирийцы покрыли Голаны сетью артиллерийских позиций и укреплений для обстрела еврейских поселений Верхней Галилеи и района озера Кинерет, подчинив всю экономику области военным нуждам. В результате систематических обстрелов территории Израиля с этих позиций, с 1948 по 1967 годы погибло 140 израильтян, многие были ранены. Согласно сирийским данным, в 1966 году на Голанских высотах проживали около 147,5 тысячи человек («Электронная еврейская энциклопедия» приводит более низкую оценку — 116 тысяч), из которых примерно 80 % составляли арабы. На территории мухафазы Кунейтра располагались 312 населённых пунктов и отдельных единиц жилья, в том числе два города — Эль-Кунейтра в её центральной части и Фик на юге.

### Под оккупацией Израиля
9—10 июня 1967 года, в ходе Шестидневной войны, израильские войска начали наступление и после 27 часов тяжёлых боёв заняли Голанские высоты. Таким образом, Голанские высоты, попав под контроль Сирии в 1944 году после прекращения действия французского мандата, находились под сирийским контролем 23 года.
Во время Войны Судного дня в октябре 1973 года высоты были ареной жесточайших боев. В первые дни войны, начавшейся с внезапной атаки египетских и сирийских войск на Израиль, Сирия попыталась вернуть контроль над высотами, но безрезультатно.
После оккупации Израилем Голанских высот большая часть населения покинула их, в том числе был покинут административный центр мухафазы — город Эль-Кунейтра. Около семи тысяч жителей, оставшихся на Голанских высотах, проживали в шести деревнях на севере. Эль-Кунейтра была возвращена Сирии по «Соглашению о разделении сил между Израилем и Сирией» от 31 мая 1974 года, где в параграфе Б(1) записано требование:

Вся территория к востоку от линии А будет подчиняться сирийской администрации, и сирийские граждане вернутся на эту территорию.
— Separation of Forces Agreement Between Israel and Syria; May 31, 1974
В то же время, по данным американского историка Даниэля Пайпса, сирийские власти ради достижения пропагандистского эффекта не разрешили населению вернуться в город к своей обычной жизни и с тех пор демонстрируют руины города как результат израильского «беспрецедентного терроризма и жестокости». Американская организация «CAMERA» утверждает, что разрушение города — результат боевых действий со стороны Сирии, которая в попытках обстрелять израильские позиции на Голанах в 1970—1973 годах часами подвергала Кунейтру мощным артиллерийским обстрелам.
Здания в Кунейтре также были разграблены. Израильские представители утверждают, что Кунейтра была разграблена отходящими сирийцами. Специальный представитель генерального секретаря Организации Объединённых Наций Нильс-Горан Гюссинг расценивает такую версию как маловероятную, учитывая чрезвычайно короткий промежуток времени между ошибочным объявлением по радио о падении и действительным падением города несколько часов спустя. Он пришёл к выводу, что «ответственность за осуществление этого обширного разграбления города Эль-Кунейтра лежала в значительной степени на израильских силах».
Комитет США по делам беженцев и иммигрантов сообщил, что «перед отходом израильтяне выровняли город с помощью бульдозеров и динамита».
С 1974 года Кунейтра находится в нейтральной демилитаризованной полосе между израильской и сирийской границей, контролируемой силами ООН. Город остаётся практически необитаемым до настоящего времени. Столицей контролируемой Израилем части Голан является город Кацрин.
В ноябре 1981 года Израиль официально аннексировал Голанские высоты, распространив на них свою юрисдикцию.
На Голанских высотах сохранилось большое количество старых сирийских минных полей. Бо́льшая часть из них ограждена и размечена предупредительными знаками, но они не нейтрализованы. В результате на значительной территории сохранилась естественная природа и есть места, где с 1967 года фактически не ступала нога человека.
После оккупации Голанских высот Армия обороны Израиля оборудовала здесь укреплённые посты, оснащённые радиоэлектронным оборудованием для ведения разведки. Наиболее крупные станции радиоэлектронной разведки находятся на горе Хермон (в 60 км от Дамаска), а также на высотах Хермонит, Тель-Фарес, Авиталь и Бустер.

### Период гражданской войны в Сирии
С начала 2011 года подразделения Армии обороны Израиля начали установку новых минных полей на Голанских высотах. Решение о новом минировании границы было принято после того, как палестинцы, явившиеся со стороны Сирии, сумели прорвать пограничный забор и проникнуть на территорию Израиля, при этом старые мины не сработали. Кроме того, к 2012 году Израиль построил здесь разделительную стену. ЦАХАЛ укрепил стену, идущую вдоль линии прекращения огня, а также установил дополнительные средства наблюдения за границей в целях предотвращения возможных попыток проникновения сирийских беженцев или боевиков, сообщила газета Guardian.

## Население
Большинство сирийского населения Голанских высот в результате Шестидневной войны покинуло их — бежало (по израильской версии) или было изгнано израильтянами (по сирийской версии). Согласно сирийской версии, Израиль запретил этим людям вернуться после войны. После Шестидневной войны на Голанах осталось лишь 6400 сирийских граждан, в основном друзов. На 2009 год, по сирийским данным, на Голанах проживало 16 тысяч сирийцев. Из сирийских поселений сохранились 4 деревни: Ма́дждаль-Шамс, Масаа́да (местное произношение — Ма́саде), Бу́ката и Эйн-Кини́я; большинство их жителей является друзами.
Аннексировав Голанские высоты, Израиль предоставил возможность получения израильского гражданства сирийским гражданам, проживающим на Голанских высотах, однако лишь меньшинство из них воспользовалось такой возможностью. Количество заявлений на получение израильского гражданства резко выросло после начала гражданской войны в Сирии. По состоянию на середину 2022 года 4303 друзских гражданина Сирии получили израильское гражданство, или 20 % от общего числа друзов, проживающих на Голанских высотах.
С 1967 года Израиль построил на Голанах 33 поселения. Общая численность их населения на 2015 год составляла около 22 тысяч человек. Население друзских деревень на Голанах составляло около 23 тысяч человек. В целом большая часть территории Голан мало заселена. На декабрь 2024 года на Голанах проживали примерно 31 тысяча израильтян и 24 тысячи сирийских друзов.
| Год  | Еврейское население | Нееврейское население |
| ---- | ------------------- | --------------------- |
| 1991 | 11,600              | 15,700                |
| 1992 | 12,000              | 16,100                |
| 1993 | 12,600              | 16,400                |
| 1994 | 13,400              | 16,800                |
| 1995 | 14,200              | 17,300                |
| 1996 | 14,900              | 17,700                |
| 1997 | 14,300              | 18,200                |
| 1998 | 14,400              | 18,600                |
| 1999 | 14,800              | 19,200                |
| 2000 | 15,100              | 19,700                |
| 2001 | 15,100              | 20,300                |
| 2002 | 15,500              | 20,800                |
| 2003 | 15,800              | 21,200                |
| 2004 | 16,100              | 21,800                |
| 2005 | 16,500              | 22,300                |
| 2006 | 16,900              | 22,900                |
| 2007 | 17,300              | 23,300                |
| 2008 | 17,600              | 23,800                |
| 2009 | 17,600              | 23,600                |

## Политический статус

### В Сирии
Голанские высоты являются частью мухафазы Эль-Кунейтра, расположенной в юго-западной части страны. Площадь мухафазы официально составляет 1861 км², под контролем Сирии — 600 км².
Формально административным центром является город Эль-Кунейтра, но фактически эту роль играет город Мадинат аль-Баас. На северо-востоке граничит с мухафазой Дамаск, на востоке — с мухафазой Даръа, на юге — с Иорданией, на западе — с Израилем частично по реке Иордан и Тивериадскому озеру, на севере — с Ливаном.

### В Израиле
В административном отношении Голанские высоты представляют собой подокруг в составе Северного округа и включают в себя Региональный совет Голан и шесть местных советов.
В декабре 1981 года на область Голан решением Кнессета была распространена израильская юрисдикция. Аннексия Голанских высот Израилем не является международно признанной. Резолюция Совета Безопасности ООН 497 от 17 декабря 1981 года считает эту область частью сирийских оккупированных территорий. Аннексия была также осуждена Генеральной Ассамблеей ООН в 2008 году. В официальных документах ООН контролируемая Израилем территория Голан именуется как «оккупированные сирийские Голаны» (occupied Syrian Golan).
Широко признано, что, согласно международному праву, еврейские поселения на территориях, занятых Израилем в Шестидневной войне 1967 года (включая Голанские высоты), являются незаконными. Преобладающим в международном сообществе является мнение, что к ним применима Статья 49 Четвёртой женевской конвенции (принятой в том числе и Израилем), запрещающая, в частности, депортацию или перемещение собственного населения оккупирующей державы на оккупированные территории. Израиль, в свою очередь, отказывается считать данную статью применимой, считая, что данные территории вообще не находились под законным суверенитетом какого-либо государства.
Вопрос о возможных переговорах между Израилем и Сирией по вопросу Голанских высот имеет долгую историю. Как правило, это связано с внутриполитическими событиями в Израиле и/или Сирии либо с очередной международной инициативой.
На переговорах, проходивших под эгидой США между Сирией и Израилем в 1999—2000 годах, Израилем было выдвинуто предложение об отступлении к границам 1923 года (см. Соглашение Поле — Ньюкомба (англ.)) с тем, чтобы контроль за побережьем Тивериадского озера остался за Израилем; переговоры не увенчались успехом.
25 марта 2019 года Дональд Трамп провозгласил признание США суверенитета Израиля над Голанскими высотами.

#### Мотивы Израиля
Причин, по которым Израиль отстаивает своё право на Голанские высоты, несколько:
- Юридический аспект. Израильские законодатели, правоведы, историки и многие политики на протяжении десятилетий настойчиво доказывали и укрепляли в сознании большинства израильтян ту точку зрения, что Голаны — земля, издревле принадлежавшая еврейскому народу и незаконно переданная Сирии в 1923 году. Согласно этой точке зрения, первоначально Голаны, в соответствии с мандатом Лиги Наций, отводились Великобритании, и та, руководствуясь Декларацией Бальфура, должна была содействовать созданию на подконтрольных ей территориях «еврейского национального очага». Однако граница подмандатной территории была пересмотрена в ходе англо-французских переговоров при разделе Дамасского вилайета в нарушение международных обязательств стран — победительниц в Первой мировой войне.
- Военный аспект. Политики Израиля утверждают, что естественный рельеф Голан идеален для обеспечения безопасности Израиля на восточных рубежах. И что, напротив, потеря Голан, с вершин которых свободно простреливается чуть ли не половина Израиля, значительно снижает его обороноспособность. В качестве примера необходимости сохранения израильского присутствия именно на Голанских высотах руководство Израиля обычно приводит тот факт, что переход этого района под израильский суверенитет обеспечил более трёх десятилетий «позитивного спокойствия» в зоне, где до того происходили постоянные военные столкновения. И наоборот, передача Голан Сирии способна дестабилизировать обстановку в сфере безопасности[86].
- Экономический аспект. Голанские высоты — экономически один из самых благополучных районов Израиля. Здесь фактически нет безработицы. На Голанах производится более 50 % минеральной воды Израиля, около четверти всех вин (в том числе 40 % экспортных), от 30 до 50 % отдельных видов фруктов и овощей. Хорошая погода и наличие исторических и природных памятников обеспечивают приток туристов. Несмотря на то что туристический бизнес в Израиле существенно пострадал от продолжающейся конфронтации с палестинцами, Голаны по-прежнему остаются местом стабильного притока отдыхающих из Израиля и зарубежья (около 2,1 млн посещений в год). Процедура, связанная с уходом с Голан, включая переселение жителей и необходимость увеличить воинский контингент на границе с Сирией, повлечёт расходы, которые Израиль не сможет покрыть из государственного бюджета.
- Аспект водоснабжения. Из немногочисленных в Израиле рек с круглогодичным водоносным руслом лишь река Иордан и три её притока — Эль-Хасбани (Снир), Баниаси (Баниас) и Лиддани (Дан) — пополняют Тивериадское озеро, которое является главным резервуаром пресной воды в стране и уже с трудом обеспечивает её сегодняшние потребности. В настоящее время[когда?] более 30 % питьевой воды Израиль черпает из источников, протекающих по территории Голанских высот. По мнению экспертов Бюро по связям с евреями СНГ и Восточной Европы при канцелярии премьер-министра («Натив»), передача Голанских высот Сирии была бы связана с потерей 70 % водосборного бассейна Кинерета. Согласно этому мнению, переход Голан под сирийский контроль неминуемо приведёт Израиль к водному голоду и экологической катастрофе [источник не указан 2532 дня].
- Социальный аспект. В отличие от территории Западного берега и сектора Газа, нееврейское население на Голанах немногочисленно, а проживающие у подножья горы Хермон друзы в основном лояльно относятся к Израилю и его политике[87].

## Природа и экология
Голанские высоты отличаются живописными ландшафтами, большим количеством зелени и растительности, водопадами и ущельями. На Голанах находятся многочисленные заповедники, проложены туристические маршруты; регион считается популярнейшим в Израиле направлением для туризма.
В связи с массовым исходом людей, произошедшим после Шестидневной войны, восстановилась численность диких животных и растений, среди которых много редких.
Так как район является запустевшим, его флора и фауна большую часть второй половины XX века была предоставлена сама себе. Район практически избежал химизации, так как сельское хозяйство начиная с 60-х гг. здесь велось крайне ограниченно. Оживление экономики может поставить под угрозу этот район в самом ближайшем будущем.
Здесь вдоль континентального водораздела между Азией и Африкой расположен второй по величине коридор миграции птиц в мире, через который ежегодно проходят 500 миллионов птиц. Здесь также сохранились волки (Canis lupus pallipes), популяция евразийской выдры (Lutra lutra meridionalis), каракалы, каменные даманы (животное размером с грызуна, имеющее удивительно близкое родство со слонами); редкие птицы, такие как тиркушки с воротником, филины, длинноклювые коньки, разнообразные богомолы, стрекозы и саламандры. Из примерно 80 живущих на севере Голанских высот волков, составляющих восемь или девять стай, каждый год убивают около 30 в отместку за ущерб, наносимый ими сельскому хозяйству. Из крупных хищников обитают здесь кроме волков леопарды, гиены, шакалы и лисицы. Из крупных копытных обычны здесь кабаны и газели.

## Фотографии
- Ружм эль-Хири
- Развалины древней синагоги 1500-летней давности в месте, несущем арабское название [94]Ум-эль-Кантир[англ.]
- Вид на гору Хермон с горы Бенталь
- Озеро Рам
- Гора Авиталь
- Гора Бенталь

### На русском
- Мохов, Н.В.; Мохова, И.М. Современный ливанcкий конфликт: генезиc, факторы, перспективы урегулирования // Этничность и религия в современных конфликтах  / под ред. Тишков В.А., Шнирельман В.А. — Наука, 2012. — С. 203—259. — ISBN 978-5-02-038025-7.
- Орловский, Н.С.; Зонн, И.С. Водные ресурсы Израиля: опыт освоения // Проблемы постсоветского пространства. — 2018. — Т. 5, № 1. — С. 8—35.
- Сакер Г. М. История Израиля. От зарождения сионизма до наших дней. — М.: Книжники, 2011. — Т. II. 1952—1978. — 622 с. — ISBN 978-5-9953-0146-2.

### На английском
- Efraim Inbar. Israeli Control of the Golan Heights: High Strategic and Moral Ground for Israel (англ.) // Begin–Sadat Center for Strategic Studies[англ.]. — 2011. Архивировано 9 июня 2024 года.
- Yigal Kipnis. The Golan Heights Political History, Settlement and Geography since 1949 (англ.). — Routledge, 2013. — 288 p. — (Routledge Studies in Middle Eastern Politics). — ISBN 978-0-415-81235-1.
- Golan // The New Encyclopedia of Archaeological Excavations in the Holy Land / ed. by Ephraim Stern[англ.]. — Carta, 1993. — Т. 2. — С. 525—546. — ISBN 978-0132762885.